# Tanghulu

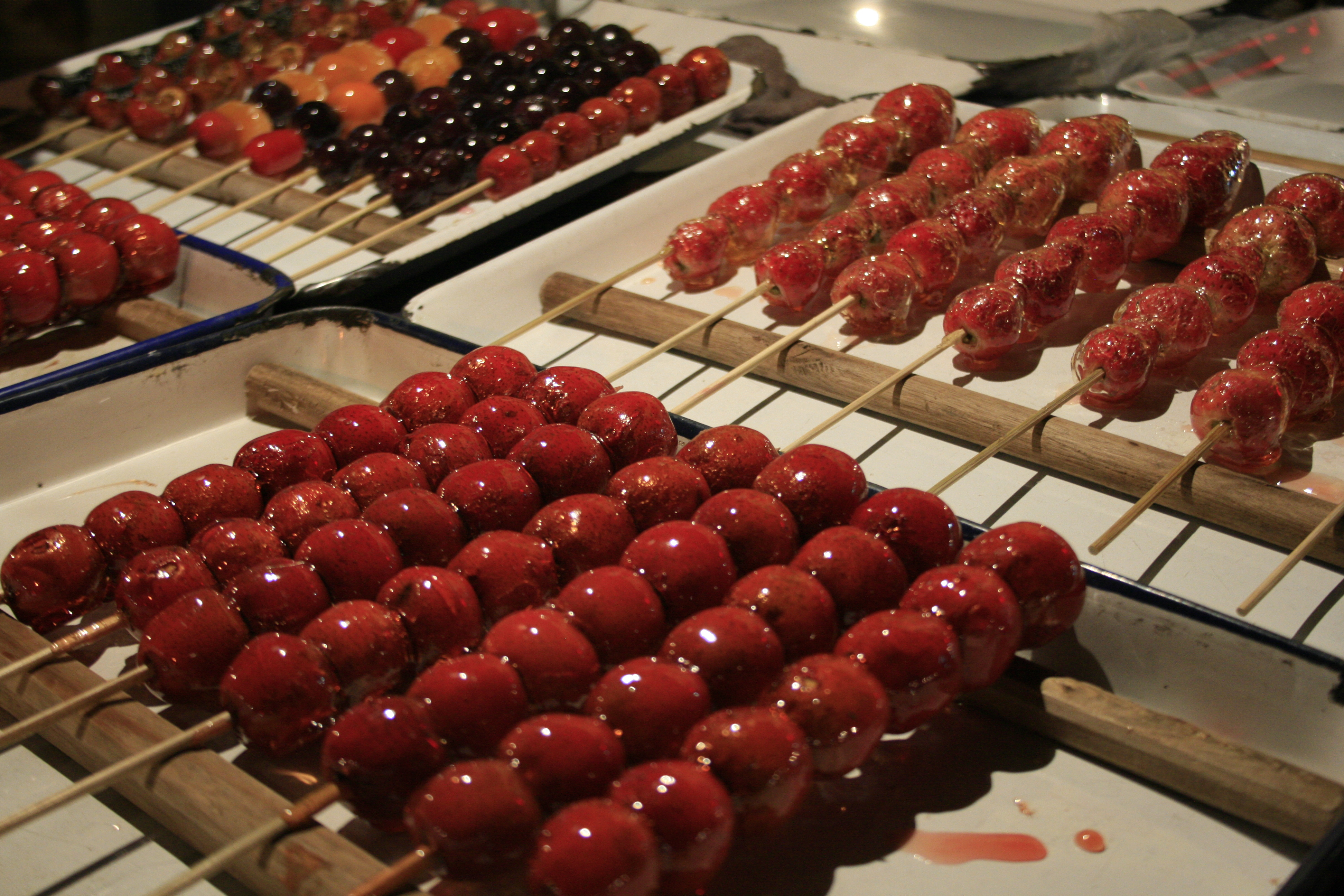
Tanghulu

Tanghulu lub bingtanghulu – tradycyjna chińska słodka przekąska. Przygotowywana jest z kandyzowanych owoców, nadziewanych na cienkie bambusowe patyczki. Tradycyjnie przyrządzało się ją z owoców głogu chińskiego, obecnie można kupić również tanghulu z truskawek, cytrusów, kiwi i winogron, a nawet z pomidorków czy orzechów. Zazwyczaj patyczek ma ok. 20 centymetrów, znajduje się na nim ok. 8-10 owoców. Czerwone owoce symbolizują szczęście i spotkanie.

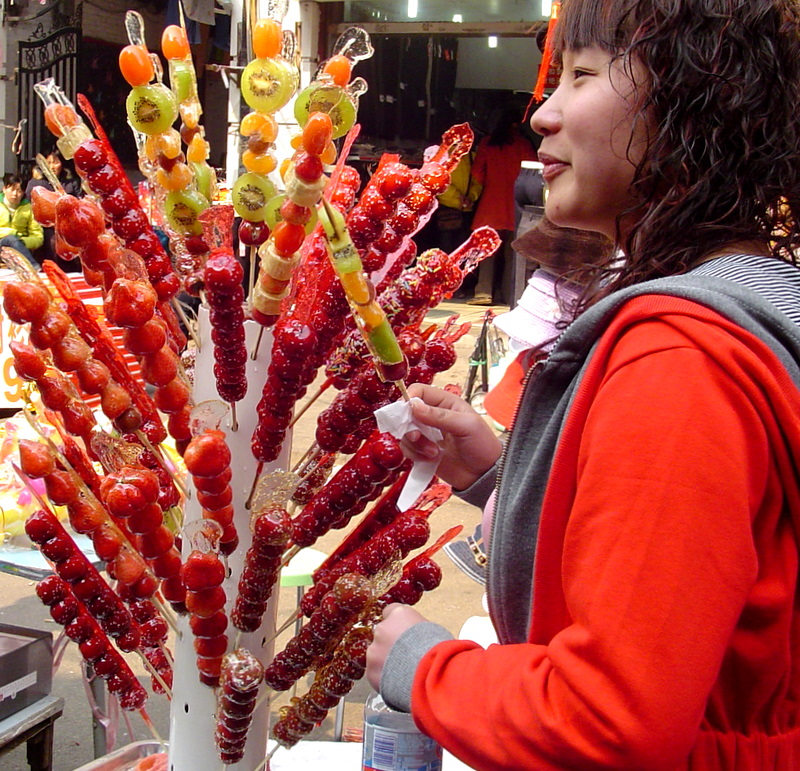
Stojak z tanghulu

Przekąska popularna jest w całych północnych Chinach, jednak najczęściej kojarzona jest z Pekinem. Najchętniej jedzona jest zimą, kiedy głóg jest świeży, chłodna temperatura zapobiega topnieniu polewy. Przeznaczona jest głównie dla dzieci.
Tanghulu sprzedawane jest na ulicznych straganach. Sprzedawcy wystawiają je w ten sposób, że wsunięte są ukośnie w dziurki wysokiego słupka wystawowego, dzięki czemu są widoczne już z daleka i prezentują się okazale.